# Azamat-Iurt
Azamat-Iurt (en rus: Азамат-Юрт) és un poble de la república de Txetxènia, a Rússia, segons el cens del 2022 tenia 2.003 habitants.